# Zaleszczyki (wieś)
Zaleszczyki lub Zaleszczyki Małe (ukr. Заліщики, Zaliszczyky) – wieś na Ukrainie, w obwodzie tarnopolskim, w rejonie czortkowskim. W 2001 roku liczyła 473 mieszkańców. Przez wieś przebiega droga terytorialna T2016.

## Historia
W II Rzeczypospolitej miejscowość stanowiła początkowo samodzielną gminę jednostkową. 1 sierpnia 1934 roku w ramach reformy na podstawie ustawy scaleniowej została włączona do nowo utworzonej zbiorowej gminy wiejskiej Jazłowiec II w powiecie buczackim, w województwie tarnopolskim.
Miejsce zbrodni nacjonalistów ukraińskich, którzy w dniu 25 lutego 1945 zamordowali 39 osób.

## Ludzie
- Markus Bartfeld – dzierżawca dóbr Zaleszczyki Małe w 1900[3]
- Justyn Aleksander Dunin-Borkowski (ur. 1827 w Zaleszczykach Małych)[4] – «heres bonorum Zaleszczyki Małe»[5].